# Michael Maguire
Michael L. Maguire (Newport News, 20 febbraio 1955) è un attore statunitense, meglio conosciuto per il suo ruolo di Enjolras nel musical di Broadway Les Misérables, con questo ruolo ha vinto un Tony Award al miglior attore non protagonista in un musical nel 1987, tra il 1993 e il 1995 è apparso più volte sulla copertina di Playgirl.

## Biografia
Maguire è nato a Newport News, in Virginia. Da adolescente, ha lavorato a Williamsburg, in Virginia, prima di andare a studiare lirica presso il Conservatorio di Oberlin e all'Università del Michigan. Una delle sue sorelle è Linda Maguire, una famosa cantante classica e operistica. Maguire ha lavorato come agente di cambio per diversi anni prima di fare il suo debutto a Broadway nel 1987. Maguire ha sposato Marita Geraghty dal quale ha avuto due figlie.

## Filmografia
- Go Fish (2000)
- Star Trek: Voyager (1997)
- Busted (1997)
- Un filo nel passato (1995)
- Hearts Afair (1993)
- Quantum Leap (1992)
- Where the Day Takes You (1992)
- I dannati di Hollywood (1991)
- A Little Night Music (1990)
- Quando si ama (1983)
- Police Story (1978)